# Suno AI
Suno AI, или просто Suno, — программа на основе генеративного искусственного интеллекта, разработанного для генерации музыкальных композиций. Suno стал доступен всем 20 декабря 2023 года после запуска веб-приложения и партнёрства с Microsoft, которая включила Suno в качестве плагина в Microsoft Copilot.
Suno генерирует треки по текстовому запросу (Text2Audio), который может включать описание стиля желаемой композиции и текст песни. Создатели Suno не раскрывают набор данных, используемый для обучения своего искусственного интеллекта, но утверждают, что он был защищён от плагиата и проблем с авторскими правами.

## История разработки
Suno, Inc. основали четыре человека: Майкл Шульман, Георг Куцко, Мартин Камачо и Кинан Фрейберг. Все они работали в Kensho, стартапе в сфере искусственного интеллекта, прежде чем основать собственную компанию в Кембридже, штат Массачусетс.
В апреле 2023 года Suno выпустила свою открытую исходную модель преобразования текста в речь и аудио под названием «Bark» на GitHub и Hugging Face под лицензией MIT.
21 марта 2024 года Suno выпустила версию v3 для всех пользователей. Новая версия позволила пользователям создавать 2-минутные песни.
30 мая 2024 года стала доступна версия Suno v3.5, в которой увеличили предельную длину композиции до 4-х минут, а также улучшили соответствие тексту песни в запросе. 
1 июля 2024 года было выпущено мобильное приложение с Suno для IOS-пользователей.
13 сентября разработчики открыли для пользователей с подпиской ранний доступ к функции «Covers» (Каверы).
Улучшеная версия V4 появилась в ноябре 2024 года, а в декабре стала бесплатной.
2 мая 2025 года вышла версия v4.5, в которой появилась возможность создавать переходы между стилями в песнях, а также было увеличено время исполнения с 4 до 8 минут.

## Монетизация
На веб-сайте полностью отсутствует реклама. Создавать песни можно, используя в том числе и бесплатную учётную запись, однако в худшем качестве, чем платные подписчики, после регистрации доступны 10 песен в версии v4, в день доступны только пять генераций (сразу по две песни) в версии v3,5.
В Suno есть возможность оформить платную подписку, которая, помимо большего количества «кредитов» в месяц, открывает доступ к v4 и v4,5 версиям, некоторым дополнительным функциям, в том числе к тем, что находятся в раннем доступе. Кроме того, все композиции, сгенерированные «премиум»-пользователем, принадлежат ему и разрешены для коммерческого использования. 

## Юридические претензии
В июне 2024 года Американской ассоциацией звукозаписывающих компаний был подан иск против Suno и Udio, в котором утверждалось о серьёзном нарушении авторских прав на звукозаписи. В иске требовалось запретить компаниям проводить обучение по музыке, защищённой авторским правом, а также возместить ущерб в размере до 150 000 долларов за произведение из-за нарушений, которые уже имели место.